# CAペナポレンセ
クルーベ・アトレチコ・ペナポレンセ（ポルトガル語: Clube Atlético Penapolense）は、ブラジルのサッカークラブ。

## 歴史
元々エスポルチ・クルーベ・コリンチャンスとペナポリス・フチボウ・クルーベという2クラブが存在したが解散した。その10年ほど後の1944年11月16日に両クラブの後継として設立。
2011年にカンピオナート・パウリスタ・セリエA3を制した。

## 本拠地
サンパウロ州ペナポリスにあるエスタジオ・ムニシパウ・テネンテ・カリソを本拠地としている。テネントンの愛称で呼ばれるこのスタジアムの収容人数は5717人。

## タイトル
- カンピオナート・パウリスタ・セリエA3: 2011
- カンピオナート・パウリスタ・ド・インテリオル: 2014